# El encanto del águila
El encanto del águila es una serie de televisión mexicana basada en la historia de México, elaborada bajo la producción de Bernardo Gómez, Leopoldo Gómez y Pedro Torres y dirigida por Mafer Suárez y Gerardo Tort.
Se filmó de mayo a septiembre del año 2011 y comprende el periodo histórico de 1910 a 1928. Dando a conocer varios momentos memorables de la revolución mexicana, así mismo da a conocer las acciones que llevaron a cabo personajes importantes de la misma como Emiliano Zapata, Francisco Villa, Francisco I. Madero y Venustiano Carranza.

## Elenco
- Ignacio López Tarso como Porfirio Díaz.
- Cecilia Suárez como Carmen Romero Rubio, esposa de Don Porfirio.
- Juan Carlos Colombo como José Yves Limantour, Secretario de Hacienda de Don Porfirio.
- Gerardo Trejoluna como el Presidente Francisco I. Madero.
- Andrés Montiel como Gustavo A. Madero, hermano de Francisco I. Madero.
- Blanca Loaria como Sara Pérez de Madero, esposa de Don Francisco I. Madero.
- Mario Zaragoza como el general Victoriano Huerta, que traicionó a Madero.
- Enrique Arreola como el vicepresidente José María Pino Suárez.
- Ari Brickman como el embajador Henry Lane Wilson.
- Alfonso Herrera como Aquiles Serdán.
- Irene Azuela como María del Carmen Serdán, hermana de Aquiles Serdán.
- Alexander Holtmann como el subteniente Charles Copp.
- Mauricio Issac como Máximo Serdán.
- Enoc Leaño como el general Francisco Villa.
- Arturo Barba como el general Pascual Orozco.
- Gustavo Sánchez Parra como el general Felipe Ángeles.
- Emilio Echevarría como el Primer Jefe de la Revolución y Presidente de la República Venustiano Carranza.
- Ténoch Huerta como el general Emiliano Zapata.
- Antonio de la Vega como Pablo González Garza, autor intelectual del asesinato de Zapata.
- Tizoc Arroyo como Secundino.
- Teresa Ruiz como Xacinta, mujer de Emiliano Zapata.
- Carlos Corona como el General Álvaro Obregón.
- Damián Alcázar como el Presidente Plutarco Elías Calles.
- Ramiro Martínez como Adolfo de la Huerta.
- Erando González como Manuel Mondragón.
- Juan Ignacio Aranda como Félix Díaz.
- Justo Martínez González como el general Aureliano Blanquet.
- Armando Hernández como el general Lázaro Cárdenas.
- Antonio Muñiz como el general Francisco Murguía.
- Luis Fernando Peña como Genovevo de la O.
- Arturo Reyes como Antonio Díaz Soto y Gama.
- Rodolfo Nevárez como Félix Fulgencio Palavicini.
- Ana Bertha Espín como Mercedes González Treviño, madre de Don Francisco I. Madero.
- Joaquín Garrido como Bernardo Reyes.
- Juan Ríos como Amado Aguirre.
- Luis Gerardo Méndez como José de León Toral.
- Carlos Macías como Luis N. Morones.
- Humberto Yáñez como el general Otilio Montaño, redactor del Plan de Ayala.
- José Juan Meraz como Emilio Portes Gil.
- Víctor Roldán como el general Joaquín Amaro.
- Tomihuatzin como Aarón Sáenz.
- Miguel Flota como el licenciado Francisco Carvajal, quien ocupó la presidencia a la renuncia de Huerta y a la vez rendiría al Ejército Federal ante Obregón en Teoloyucan.
- Carlos Cámara Jr. como Enrique C. Creel, Secretario de Relaciones Exteriores de Don Porfirio.
- Tomás Rojas como Rafael Chousal, el Secretario Particular de Don Porfirio Díaz.
- Juan Carlos Serrán como el Vicepresidente Ramón Corral.
- Juan Carlos Barreto como el general Manuel González de Cosío.
- Marco Antonio Aguirre como Julio Peña, secretario de Don Francisco I. Madero.
- Pavel Cabrera como Juan Sánchez Azcona, secretario particular de Don Francisco I. Madero que participa en la elaboración del Plan de San Luis.
- David Medel como el Lic. Federico González Garza, quien acompaña a Madero a San Antonio, Texas.
- Tomás Owen como el agente de migración que sale cuando Madero cruza a los Estados Unidos.
- Enrique Marín con el diputado tabasqueño Rafael Martínez de Escobar.
- Javier Sixtos como el general Guadalupe Sánchez.
- Vanessa Bauche como la Madre Conchita.
- Julián Sedgwck como el presidente de presidente de Estados Unidos, Woodrow Wilson.
- Miguel Loyo como Roque Estrada Reynoso, promotor junto con Madero del Club Antirreeleccionista de México.
- Tomás Guzmán como el sargento que interviene en el mitin de Madero al inicio del Capítulo 1.
- Eduardo Javkin como James Creelman, reportero amarillista que entrevistó a Porfirio Díaz en marzo de 1908.
- Arnulfo Reyes como Pioquinto Galis (erróneamente en la serie es asesinado en la hacienda de Chinameca, cuando en realidad falleció en 1943).
- Carlos Díaz como Luis Cabrera Lobato.
- Manuel García Rulfo como Miguel Agustín Pro.
- Dagoberto Gama como José Mora y del Río.
- Úrsula Pruneda como María Tapia, esposa del general Obregón.
- Juan Carlos Vives como Martín Luis Guzmán.
- Moisés Manzano como el doctor Aureliano Urrutia, ministro de Gobernación y médico personal de Huerta.
- Pascasio López como el coronel Jesús Guajardo, quien asesinó a traición al general Zapata.
- Rodrigo Corea como Jesús Salas Barraza.
- César Évora como Manuel Márquez Sterling, embajador de Cuba.
- David Ostrosky como el doctor Gustavo A. Uruchurtu Peralta, médico personal del general Álvaro Obregón.
- Carlos Rangel como Salvador Alvarado.
- Jorge de los Reyes como el general Rodolfo Fierro.
- Pablo Abitia como Victorino Bárcenas (erróneamente en la serie es fusilado el 9 de abril de 1919 por órdenes de Jesús Guajardo en Jonacatepec, cuando en realidad fue gravemente herido en un combate contra las tropas federales durante la Guerra Cristera en El Tomatal, cerca de Iguala, siendo trasladado a Michapa, en los alrededores de Coatlán del Río donde murió el 27 de enero de 1928).

## Guionistas
- Jefe de guionistas: Carlos Pascual
  - Caitlin Irwin
  - Ximena Escalante
  - Alejandro Mendoza.

## Historiadores consultados
- Felipe Ávila
- Antonio Saborit
- Úrsula Camba
- Carlos Alfredo.

## Argumento
En el marco de las celebraciones del Centenario de la Independencia, Porfirio Díaz busca su séptima reelección. El principal opositor, Francisco I. Madero, es detenido antes de la elección. Su familia solicita la intervención del Ministro de Hacienda, José Yves Limantour, quien se entrevista con Madero en la cárcel en San Luis Potosí. Ambos defienden apasionadamente su postura sobre el gobierno del Porfirio Díaz. Después de la entrevista, Madero deja la cárcel y escapa en tren a Estados Unidos. Allí, lanza el Plan de San Luis y convoca a un levantamiento armado en contra de Díaz.
En Puebla, los hermanos Serdán son descubiertos mientras se preparan para el levantamiento armado convocado por Madero. La policía intenta detenerlos y rodea la casa. Los hermanos Serdán se niegan a rendirse y se atrincheran. Inicia la balacera que concluye con su detención y muerte, así como la de sus seguidores. El 20 de noviembre de 1910, Porfirio Díaz recibe informes de pocos y muy aislados levantamientos en todo el país. La convocatoria de Madero parecía haber fracasado.
En los primeros meses de 1911, Madero logra aglutinar a los distintos grupos armados que han conseguido derrotar al ejército de Díaz en importantes plazas, sobre todo al norte y oeste de México. Convoca entonces una reunión en Ciudad Juárez. Allí, por primera y única vez, la mayoría de los jefes revolucionarios están juntos, pero evidencian sus diferencias personales y sus motivos para luchar. Sólo un único interés los une: derrotar a Porfirio Díaz. El frágil equilibrio se rompe cuando Francisco Villa y Pascual Orozco desobedecen las órdenes de Madero y toman con éxito Ciudad Juárez. Esta batalla en una ciudad fronteriza, detona un intento de negociación por parte de Porfirio Díaz. Estos intentos culminan con la exigencia de la renuncia de Díaz, quien en una reflexión entre el riesgo de una invasión norteamericana, los saldos de su gobierno y su débil salud, deja el cargo y abandona el país.
Después de haber ganado democráticamente las elecciones de 1911, el Presidente Francisco I. Madero, pierde poco a poco, el apoyo de quienes lo siguieron, por negarse a profundizar la Revolución y no aceptar tampoco la restauración del sistema porfirista. Después de dos rebeliones radicales, la de Zapata y la de Orozco, y dos intentos de golpe militar fracasados, el 9 de febrero de 1913, los generales Bernardo Reyes y Félix Díaz encabezan un intento fallido por tomar Palacio Nacional. Los alzados se acuartelan en la Ciudadela. Al conocer este hecho, Madero nombra a Victoriano Huerta como jefe militar de la plaza en reemplazo del general Lauro del Villar, herido al defender Palacio Nacional. Durante los siguientes días, parte de la capital es víctima del fuego entre las fuerzas encabezadas por Huerta y los golpistas que resisten en la Ciudadela. Madero pierde el control y Huerta se fortalece gracias a la intervención del embajador de Estados Unidos, Henry Lane Wilson. Se gesta una conspiración que culmina con la detención del Presidente Francisco I. Madero, del Vicepresidente José María Pino Suárez y del general Felipe Ángeles.
Con el Presidente y el Vicepresidente, en la cárcel inician los intentos de la familia Madero y de algunos diplomáticos por liberarlos y sacarlos del país. Gustavo A. Madero, hermano del presidente, también es detenido, salvajemente torturado y asesinado. El embajador Wilson, Victoriano Huerta y Félix Díaz firman el llamado Pacto de la Embajada asegurando así que Huerta sea el próximo presidente interino y convoque a elecciones. Huerta utiliza a Pedro Lascuráin para conseguir que Madero y Pino Suárez firmen sus renuncias a cambio de garantizar su seguridad y la de sus familias. Con las renuncias firmadas, Lascuráin se presenta ante el Congreso y asume la presidencia provisional. De inmediato nombra a Victoriano Huerta como ministro de Gobernación pero renuncia a los 45 minutos y Huerta jura como presidente interino diez días después del intento de la toma de Palacio Nacional. Tres días después, Madero y Pino Suárez, que esperan ser conducidos fuera del país, son asesinados.
La sombra del asesinato de Madero, la anulación de las nuevas elecciones y la represión de Huerta contra los legisladores, la prensa y sus adversarios políticos provocan la enemistad de Estados Unidos y el regreso a la lucha armada de los jefes revolucionarios Venustiano Carranza, Villa y Emiliano Zapata. Estados Unidos desconoce a Huerta e invade Veracruz. Esto complica más el panorama del dictador. Se suman las victorias revolucionarias y las tropas rebeldes se acercan a la capital por distintos frentes. Pese a grandes desacuerdos entre los jefes revolucionarios, principalmente entre Carranza y Villa, el movimiento armado no pierde fuerza. Los une el interés común de derrocar a Huerta. Estas diferencias quedan expuestas en la Batalla de Zacatecas, donde Villa desobedece a Carranza y toma la ciudad, destrozando al ejército federal en el intento por llegar primero a la capital. Carranza impide que Villa avance hacia el centro y permite que sea Álvaro Obregón quien ocupe la plaza. Huerta renuncia y abandona el país.
Las diferencias entre Carranza y Villa provocan una cruda guerra con miles de muertos y un importante costo social para el país. Obregón busca a Villa para arreglar sus diferencias y viaja a Chihuahua. Durante este encuentro, en un par de ocasiones, Obregón está a punto de ser asesinado por Villa. Sin embargo, Obregón sale con vida y lo convence para que lo acompañe a una nueva reunión entre jefes revolucionarios. En la Convención de Aguascalientes se reúnen las fuerzas revolucionarias y después de un intenso debate sobre planes de gobierno y reformas, la convención se fractura al rechazar Carranza sus acuerdos y no aceptar el nombramiento de Eulalio Gutiérrez como Presidente de la República. La ruptura entre Convencionistas y Constitucionalistas ya no tiene arreglo. Obregón regresa con Carranza mientras Villa y Zapata deciden entrar a la capital.
Después de la Convención de Aguascalientes, Venustiano Carranza es perseguido por el gobierno de Eulalio Gutiérrez y abandona la capital ante la proximidad del Ejército Convencionista, al mando de Francisco Villa. Eulalio Gutiérrez llega a Palacio Nacional e instala el gobierno de la Convención. Villa y Emiliano Zapata se reúnen en Xochimilco y juntos entran a la Ciudad de México. Tras la salida de los estadounidenses de Veracruz, Carranza viaja al puerto y allí se refugia. Villa y Zapata acuerdan combatir a los constitucionalistas. Carranza y Obregón se preparan para el contragolpe.
Villa regresa al norte. Los zapatistas nunca logran enfrentar a Obregón más allá de Puebla. En la capital, anarquía, enfermedades, falta de comida y agua azotan a la población. Obregón reorganiza al Ejército Constitucionalista, toma la Ciudad de México, acorrala a los zapatistas y se encamina al Bajío para enfrentar a Villa. Después de una prolongada lucha Obregón derrota a Villa, pero no sin pagar el costo, en una de las batallas finales pierde un brazo. Es el fin de la División del Norte y el triunfo definitivo del constitucionalismo. Con esta derrota, Villa se repliega al norte y Venustiano Carranza autoriza la persecución en contra de Emiliano Zapata.
Carranza regresa triunfante a la capital y sienta las bases de un gobierno provisional. Promulga la convocatoria para elegir a los diputados constituyentes. En diciembre de 1916, inician los trabajos del Congreso Constituyente en Querétaro. Si bien todos los diputados forman parte del ejército ganador, la mayoría son civiles que reflejan la pluralidad ideológica, política y social del país. Los grandes debates parlamentarios se dan en torno a los artículos 3, 27 y 123. En ellos, una mayoría de diputados radicales, apoyados por Obregón, derrota a los conservadores afines a Carranza y le imprimen un profundo contenido social a la Constitución mexicana de 1917, que la convierte en la más avanzada de su tiempo.
El Congreso convoca a elecciones. Carranza gana y asume la presidencia en enero de 1918. El gobierno enfrenta un cúmulo de problemas, entre ellos, una crisis económica provocada por siete años de guerra revolucionaria, constantes levantamientos armados de Villa y Zapata, así como un conflicto diplomático con Estados Unidos. Se consuma la traición y asesinato contra Emiliano Zapata, en Chinameca, Morelos. Con la convicción de que no exista en México un presidente militar, Carranza designa a Ignacio Bonillas como candidato presidencial, lo que provoca que el grupo cercano a Álvaro Obregón lance el Plan de Agua Prieta que desconoce a Carranza como presidente y nombra en su lugar a Adolfo de la Huerta. La rebelión militar obliga a Carranza a abandonar otra vez la capital rumbo al puerto de Veracruz y en el trayecto es asesinado.
Álvaro Obregón gana las elecciones de 1920. Su presidencia destaca por la reconstrucción de la infraestructura afectada por la guerra, por renegociar la deuda externa y por obtener el reconocimiento del gobierno estadounidense. Al acercarse el fin de su mandato, su grupo cercano se divide cuando Adolfo de la Huerta intenta sucederlo. Desde su retiro, Francisco Villa concede una entrevista, que es interpretada como un intento de regresar a la política en apoyo a la candidatura de Adolfo de la Huerta y es asesinado el 20 de julio de 1923 en Parral, Chihuahua. Ante el lanzamiento de la candidatura de Plutarco Elías Calles, De la Huerta encabeza una rebelión militar contra Obregón. Alzamiento armado que fracasa y obliga a De la Huerta a abandonar México.
Derrotada la rebelión delahuertista, Plutarco Elías Calles gana las elecciones en 1924. Calles enfrenta un conflicto armado con la iglesia católica por limitar el culto, que deja un saldo de cerca de 70 mil muertos sobre todo en el occidente y centro del país. Reforma la Constitución para permitir la reelección presidencial de Obregón, quien regresa de su retiro para comenzar su campaña presidencial. Cristeros y anti reeleccionistas se oponen a su candidatura. Obregón sufre un atentado perpetrado por los Cristeros. Calles endurece su postura contra la Iglesia. Obregón, gana ampliamente las elecciones el 1 de julio de 1928. Dos semanas después, es asesinado por un militante cristero; José León Toral. En su último informe de gobierno, Plutarco Elías Calles declara que con la muerte de Obregón termina la etapa de los caudillos y comienza la de las instituciones.

## Capítulos
| Capítulo | Título                           | Fecha de Transmisión              | Sinopsis |
| -------- | -------------------------------- | --------------------------------- | --- |
| 01       | El Principio del Fin             | Martes 15 de noviembre de 2011    | En el marco de las celebraciones del Centenario de la Independencia, Porfirio Díaz busca su séptima reelección. El principal opositor, Francisco I. Madero, es detenido antes de la elección. Su familia solicita la intervención del Ministro de Hacienda, José Yves Limantour, quien se entrevista con Madero en la cárcel en San Luis Potosí. Ambos defienden apasionadamente su opinión sobre el gobierno del Porfirio Díaz. Después de la entrevista, Madero deja la cárcel y escapa en tren a Estados Unidos. Allí, lanza el Plan de San Luis y convoca a un levantamiento armado en contra de Porfirio Díaz. |
| 02       | Los Mártires de Puebla           | Miércoles 16 de noviembre de 2011 | Los Hermanos Serdán se preparan para el levantamiento armado en puebla, tal como lo pidiera Madero para el 20 de noviembre de 1910, pero es descubierto y la policía va a su casa para confiscar las armas y apresarlo por traición, sin embargo, opone una feroz resistencia y caen abatidos Máximo Serdán y Aquiles Serdán entre el 18 de noviembre y 19 de noviembre de 1910. Su hermana María del Carmen Serdán es enviada a prisión herida. Con este hecho se dio comienzo a la lucha armada y arrojando los primeros mártires de miles que dejaría la Revolución. |
| 03       | El Adiós del Dictador            | Jueves 17 de noviembre de 2011    | Comienza la lucha armada, en el norte General Villa toma Ciudad Juárez. Madero nombra ministro de Guerra a Venustiano Carranza, ante el disgusto de Villa, permanece fiel a madero y se somete a sus órdenes. Al verse acorralo por varios frentes y ver el retiro del apoyo de los estados unidos, Porfirio Díaz se traslada a Veracruz de donde es desterrado para no volver nunca más a pisar suelo Mexicano. En tan solo seis meses Madero logró derrocar al dictador. |
| 04       | La Traición de los Herejes       | Viernes 18 de noviembre de 2011   | Manuel Mondragón y Félix Díaz liberan de la cárcel a Bernardo Reyes e intentan dar un golpe de estado, pero son repelidos por el Gral. Lauro Villar y muere en la retirada Bernardo Reyes, pero dejan herido a Lauro Villar. Mondragón y Díaz se refugiaron en una fábrica de artillería conocida como La Ciudadela. Madero en un grave error nombre a Victoriano Huerta nuevo Jefe Militar, este lo traiciona y comienza la llamada Decena Trágica. El 18 de febrero es apresado Gustavo Madero hermano y principal asesor del Presidente Francisco I Madero. |
| 05       | El Apóstol Sacrificado           | Lunes 21 de noviembre de 2011     | El Presidente Madero y el Vicepresidente es apresado por el traidor Huerta y obligados a renunciar. Moviendo los hilos junto con el embajador americano Huerta es nombrado presidente provisional del Estado Mexicano, ya en el poder Huerta ordena el asesinato de Madero y Pino Suárez aplicándoles la llamada ley fuga en la llamada Decena Trágica. |
| 06       | Un Chacal en Palacio             | Martes 22 de noviembre de 2011    | El General Venustiano Carranza se autonombra Jefe Supremo Revolucionario ante el disgusto del Gral. Felipe Ángeles y el Gral. Villa, y les ordena tajantemente que no ataquen Zacatecas. Mientras tanto en el Puerto de Veracruz quedan bajo custodia marines americanos que pisaron suelo mexicano sin autorización por órdenes del usurpador Huerta, esto hace que el Presidente Americano autorice la invasión a México vía Puerto de Veracruz. Al verse el usurpador Huerta acorralado, en el norte por Villa, al sur por Zapata y aprovechando la invasión americana pide a todos los Jefes revolucionarios ayuda para defender a México de la invasión, cosa que todos rechazan y logran la renuncia finalmente del usurpador Huerta. |
| 07       | Una Victoria que Divide          | Miércoles 23 de noviembre de 2011 | El General Obregón va a donde el General Villa para convencerlo de que fuera a la Convención de Aguascalientes, estuvo a punto de fusilarlo, pero finalmente acepta la invitación. Ya en la convención de Aguascalientes se alía con Emiliano Zapata y desconocen el gobierno de Carranza. Carranza desconoce los acuerdos de la convención de Aguascalientes y se alista para combatir a Villa y Zapata. |
| 08       | La Silla Incómoda                | Jueves 24 de noviembre de 2011    | Tras la convención de Aguascalientes Villa invita a Zapata a entrar juntos a la Ciudad de México, con el ejército de Venustiano replegado en Veracruz nadie se lo impide, pero ninguno de los dos acepta cargos públicos, mientras tanto Carranza junto con Obregón planean la estrategia para retomar el poder. |
| 09       | Las Batallas Fratricidas         | Viernes 25 de noviembre de 2011   | Las batallas entre el General Obregón y Francisco Villa cuestan muchas vidas en ambos lados, se decidía la permanencia de Carranza en el poder, finalmente a un costo muy elevado llevándose miles de vidas y constándole a Obregón la pérdida de su brazo derecho, ganan los Constitucionalistas. Con la derrota de Villa, Zapata sabe que el siguiente blanco sería el y se refugia en la sierra del sur. |
| 10       | La Refundación de la República   | Lunes 28 de noviembre de 2011     | A finales de 1916 comienzan los trabajos para la discusión de lo que será la nueva Constitución de México, pero en el congreso no se ponen de acuerdo los diputados, finalmente los artículos 3, 27, 123 de educación, tenencia de la tierra y del trabajo entre otros son votados y aprobados el 5 de febrero de 1917. |
| 11       | De la Constitución a la Rebelión | Martes 29 de noviembre de 2011    | El Congreso convoca a elecciones. Carranza gana y asume la presidencia en enero de 1918. El gobierno enfrenta un cúmulo de problemas: una crisis económica provocada por siete años de guerra revolucionaria, constantes levantamientos armados de Villa y Zapata, un conflicto diplomático con Estados Unidos. Se consuma la traición y asesinato contra Emiliano Zapata, en Chinameca, Morelos. Con la convicción de que no exista en México un presidente militar, Carranza designa a Ignacio Bonillas como candidato presidencial, lo que provoca que el grupo cercano a Álvaro Obregón lance el Plan de Agua Prieta que desconoce a Carranza como presidente y nombra en su lugar a Adolfo de la Huerta. La rebelión militar obliga a Carranza a abandonar otra vez la capital rumbo al puerto de Veracruz, en el trayecto es asesinado. |
| 12       | La Imposición del Caudillo       | Miércoles 30 de noviembre de 2011 | Álvaro Obregón gana las elecciones de 1920. Su presidencia destaca por la reconstrucción de la infraestructura afectada por la guerra, por renegociar la deuda externa y por obtener el reconocimiento del gobierno estadounidense. Al acercarse el fin de su mandato, el grupo cercano a Obregón se divide por la disputa por el poder cuando Adolfo de la Huerta intenta sucederlo. Desde su retiro, Villa concede una entrevista, que es interpretada como un intento de regresar a la política en apoyo a la candidatura de Adolfo de la Huerta, y es asesinado el 20 de julio de 1923, en Parral, Chihuahua. Ante el lanzamiento de la candidatura de Plutarco Elías Calles, De la Huerta encabeza una rebelión militar contra Obregón. Alzamiento armado que fracasa y obliga a De la Huerta a abandonar el país. |
| 13       | El Último Caudillo               | Jueves 1 de diciembre de 2011     | Derrotada la rebelión delahuertista, Plutarco Elías Calles gana las elecciones en 1924. Su periodo se ve marcado por dos guerras; el choque con la iglesia católica, que desata la Guerra Cristera y la disputa por el poder, después de las elecciones presidenciales. Calles enfrenta un conflicto armado con la iglesia católica por limitar el culto, que deja un saldo de cerca de 70 mil muertos sobre todo en el occidente y centro del país. Reforma la Constitución para permitir la reelección presidencial de Obregón, quien regresa de su retiro para comenzar su campaña presidencial. Cristeros y antireeleccionistas se oponen a su candidatura. Obregón sufre un atentado perpetrado por los Cristeros. Calles endurece su postura contra la Iglesia. Obregón, gana ampliamente las elecciones el 1 de julio de 1928. Dos semanas después, es asesinado por un militante cristero; José León Toral. En su último informe de gobierno, Plutarco Elías Calles declara que con la muerte de Obregón termina la etapa de caudillos comienza la de las instituciones. |

## Premios y nominaciones

### Premios TVyNovelas
| Año  | Categoría                   | Persona      | Resultado  |
| ---- | --------------------------- | ------------ | ---------- |
| 2012 | Mejor serie hecha en México | Gustavo Loza | Ganadora * |

- Nota: La serie empató con Los héroes del norte.